# Venga tu sonrisa
Bring Your Smile Along es la primera película como director de cine de Blake Edwards, quien ya había dirigido varios episodios en series de televisión
Es una de las siete películas en las que colaboraron el tándem Blake Edwards y Richard Quine, al principio de sus respectivas carreras (1952 y 1958).

## Argumento
Una chica llega a Nueva York decidida a triunfar como cantante. Dos hombres se enamoran de ella y luchan por su amor.

## Otros créditos
- Edición/Montaje: Al Clark
- Supervisor musical: Morris Stoloff

## Curiosidades
- Paul Mason Howard escribió la canción The gandy dancers ball para esta película.